# Lidská práva v Česku
Lidská práva v Česku jsou garantována Listinou základních práv a svobod a mezinárodními smlouvami o lidských právech, například Mezinárodní pakt o občanských a politických právech 120/1976 Sb.zák. a Mezinárodní pakt o hospodářských, kulturních a sociálních právech 120/1976 Sb.zák.. Ústavní zákon č. 395/2001 Sb. (takzvaná Euronovella) sice pojem lidskoprávních smluv z textu čl. 10 Ústavy vypustil, Ústavní soud České republiky však svým nálezem vyslovil, že  nepřípustnosti změny podstatných náležitostí demokratického právního státu je obsažen i pokyn Ústavnímu soudu, dle kterého žádnou novelu Ústavy nelze interpretovat v tom smyslu, že by jejím důsledkem bylo omezení již dosažené procedurální úrovně ochrany základních práv a svobod., čímž potvrdil mezinárodní smlouvy o lidských právech jako součást ústavního pořádku.   
Ústavní soud vyložil článek 1 odst. 2 Ústavy o poctivém plnění závazků vyplývajících z mezinárodního práva tak, že bude posuzovat zákon, který je s nimi v rozporu, jako odporující ústavnímu pořádku, čímž se mezinárodní smlouvy o lidských právech vrátily do stejného režimu, v jakém se nacházely za původního znění článku 10 Ústavy. U jiných norem mezinárodního práva Ústavní soud takto široce derogační titul nespecifikoval.
Důležitou pojistkou ochrany základních práv je ustanovení čl. 1 Listiny základních práv a svobod, podle něhož jsou základní práva nezadatelná, nezcizitelná, nepromlčitelná a nezrušitelná. 
Tento článek vyjadřuje přirozeně právní základ našeho ústavního řádu a společně s článkem 9 odst. 2 Ústavy České republiky o nepřípustnosti změn podstatných náležitostí demokratického a právního státu) určuje kompetenci Parlamentu České republiky přijímat ústavní zákony.  
Katalog základních práv lze proto rozšiřovat (respektive ve světle změn ve společnosti, sociálního pokroku a vědeckého a technického rozvoje je více zviditelnit, jak vyjadřuje například Charta základních práv EU, protože z definice je stát nemůže vytvořit), lze podrobněji upravit podmínky omezení jednotlivých základních práv a svobod, žádná změna Listiny však nemůže mít likvidační účinky vůči některému z již zaručených základních práv nebo svobod (narušovat jejich podstatu nebo smysl).
V takovém případě by se jednalo o ustanovení přijaté nad rámec zmocnění, které Ústava České republiky v článku 9 odst. 1 přiznává Parlamentu České republiky, a které proto netvoří platnou součást ústavního pořádku. Z teoretického hlediska je pro toto omezení působnosti ústavodárce určující odlišení moci ustavující a moci ustavené, kterému odpovídají dva subjekty normotvorby: jednak originární ústavodárce, jímž je lid, a jednak zmocněný či odvozený ústavodárce, kterým je Parlament České republiky, jehož působnost je vymezena ústavodárným aktem. Základní práva lze proto zrušit jen odstraněním stávajícího ústavního státu, aktem odporujícím Ústavě České republiky.
V tomto smyslu se musí vykládat každý ústavní zákon přímo či nepřímo novelizující Listinu (ústavní zákon č. 162/1998 Sb., kterým se mění Listina základních práv a svobod (prodlužující přípustnou dobu zadržení osoby předtím, než je postavena před soud ze 24 na 48 hodin, ústavní zákon č. 110/1998 Sb., o bezpečnosti České republiky (stanovující povinnost podílet na zajišťování bezpečnosti České republiky, brannou povinnost a možnosti omezení práv za krizových stavů).

## Soudní ochrana základních práv v Česku
Ochranu základních práv poskytují jednak obecné soudy, jednak specializovaná instituce zřízená k ochraně ústavnosti, Ústavní soud.
Výkladu základních práv se věnuje rozsáhlá judikatura Ústavního soudu. Ten mimo jiné judikoval, že porušení základních práv musí poskytnout ochranu každý soud na základě každého opravného prostředku; dosavadní výklad Nejvyššího soudu, který mnohá dovolání, jež tvrdila porušení základních práv dovolatele, odmítal s tím, že nenaplňují formální požadavky z hlediska přípustných dovolacích důvodů, a odkazoval dovolatele do řízení o ústavní stížnosti, není tedy ústavně konformní a Nejvyššímu soudu byl zakázán.[zdroj?]

## Případy porušování lidských práv v Česku
ČR byla odsouzena Evropským soudem pro lidská práva v roce 2005 v řízení Jiřího Fialy za zásah do práva na respektování rodinného života a neexistenci účinného právního prostředku nápravy v souvislosti s délkou řízení ve věci jeho nezletilých dětí.
Česko čelí kritice za diskriminaci Romů. Jde například o umísťování romských dětí do speciálních škol nebo o nedobrovolnou sterilizaci romských žen.
V některých případech odebírá stát děti rodičům na základě nepřesných výpovědí těchto dětí.
Česko bylo kritizované za používání klecových lůžek v ústavech pro duševně nemocné.
V některých zařízeních pro staré lidi a seniory dochází k porušování lidských práv, lidé mají nedostatečnou stravu a hrozí jim podvýživa.
K porušování základních lidských práv (práva svobody, práva na dobrou pověst, práva na ochranu proti zasahování do rodiny, právo svobody myšlení, právo svobody názoru) dochází také soudci a psychiatry v souvislosti s nesprávnými výklady zákona o zvláštních řízeních soudních a zákona o zdravotních službách, kdy je psychiatrie zneužívána k odůvodnění uvěznění člověka v psychiatrickém zařízení proti jeho vůli, ačkoli nikomu nic neprovedl, nebyl nebezpečný sobě nebo okolí, nebyl pod vlivem alkoholu ani návykových látek.